# جمعية تضامن المرأة العربية
جمعية تضامن المرأة العربية وهي المنظمة العربية النسائية الوحيدة التي حظت بالمركز الاستشاري لحساب المجلس الاقتصادي والاجتماعي التابع للأمم المتحدة لعام 1985.، أسستها المصرية نوال السعداوي في عام 1982. انضم إلى هذه الجمعية عدد كبير من النساء في البلاد العربية وفي طليعتهن فاطمة مرنيسي وفاطمة بكر، وترفع الجمعية شعار «رفع الحجاب عن العقل، المعرفة قوة، والتضامن بين النساء قوة».

## بدايات الجمعية
واجهت الجمعية مصاعب جمة في بدايتها حيث ومع تموين الفرع المصري للجمعية تحت اسم الجمعية الأم العام 1982 م. وصل للمسؤولين في الجمعية في 19 أغسطس 1983م.قرار من الحكومة المصرية نصه كالتالي «تقرر رفض تسجيل جمعية تضامن المرأة العربية لعدم موافقة مباحث أمن الدولة، بعد الاطلاع على رد مديرية أمن القاهرة، إدارة البحث الجنائي قسم مكافحة جرائم الآداب العامة.»، رغم أن وزارة الشؤون الاجتماعية هي الجهة المخولة بقبول أو رفض إشهار الجمعية.
كتب الصحفي المصري مصطفى أمين مقالا في عموده اليومي نشر في جريدة " الأخبار الحكومية يوم 23 أكتوبر 1983 م. حول رفض إشهار الجمعية وذكر فيه مايلي:
" فكرة!
منذ عام اجتمع عدد من السيدات بعضهن أساتذة في الجامعة ومدرسات بها وصحفيات وشاعرات وكاتبات وربات بيوت واتفقن على تأليف جمعية «تضامن المرأة» مهمتها النهوض بالمرأة والدفاع عن حقوقها والارتقاء بها.
واعترض البعض بأنها حركة (عنصرية) تعمل على تكتيل النساء ضد الرجال، وتفصل بين مشاكل المرأة ومشاكل المجتمع. ولكن جمعية تضامن المرأة كانت تفادت هذا الاعتراض عندما فتحت عضويتها للرجال، وفعلا اشترك بعض الرجال في نشاط الجمعية.
ومنذ بداية العام والجمعية في نشاط مستمر، تجتمع مرة كل أسبوعين، وتقيم ندوات ثقافية وفنية وأدبية وتناقش بعض الكتب التي ترتبط بأهداف الجمعية. ونظمت دراسات عن مشاكل المرأة العاملة ونظرة الصحافة والتليفزيون والإذاعة والسينما إلى المرأة المصرية.
وتقدمت الجمعية إلى وزارة الشؤون الاجتماعية لشهرها. وإذا بالجمعية تتلقى خطابا من إدارة مكافحة جرائم الآداب العامة ترفض قيام هذه الجمعية!
ودهشت عضوات الجمعية، ما علاقة بوليس الآداب بجمعية هدفها المساهمة في رفع المستوى الاجتماعي والثقافي للمرأة في مختلف المجالات وربط مشاكلها بمشاكل المجتمع. وفتح مجالات جديدة أمام المرأة في العمل، وتنمية الشخصية الأصلية للمرأة المصرية؟
هل الحديث عن الحرية قلة أدب؟ هلى الكلام عن الديموقراطية عمل فاضح في الطريق العام؟ هل مطالبة المرأة بمزاولة حقها الانتخابى قلة حياء؟ نفهم أن يكون عمل بوليس الآداب محاربة الفساد؟ ولكن ما علاقة بوليس الآداب بأساتذة الجامعة والمثقفات والمؤلفات والشاعرات؟ أي شيء في أهداف الجمعية فيه قلة أدب أو قلة حياء؟!
إن رئيسة الجمعية هي الدكتورة نوال السعداوي الكاتبة المعروفة وصاحبة المؤلفات العديدة التي ترجمت إلى عدة لغات، وآخر كتاب لها هو «الإنسان». اثنتا عشرة امرأة في زنزانة واحدة. وهو مهدى «إلى كل من عرف القهر في البيت أو في السجن» وهي رواية عن حياة 12 سيدة قبض عليهن في 5 سبتمبر سنة 1981 بتهمة أنهن خصوم الحكومة! وبينهن عدد من أبرز أساتذة الجامعة ومدرساتها والصحفيات والكاتبات.
فهل اعتبر بوليس الآداب أن هذا الكلام قلة أدب وقلة حياء ولهذا رفض أن تكون جمعية رئيستها مثل هذه الدكتورة طويلة اللسان؟
وسكرتيرة الجمعية هي الدكتورة منى أبو سنة بكلية التربية بجامعة عين شمس. ومن أعضاء الجمعية الدكتورة لطيفة الزيات والدكتورة ليلى عنان والدكتورة عواطف عبد الرحمن والدكتورة عفاف محفوظ وإنجى رشدى المحررة بالأهرام وعائشة أبو النور الكاتبة بأخبار اليوم والأستاذات عطيات الأبنودى وشهيرة محرز ومنى حلمى والدكتورة سهى عبد القادر !..
يقولون أن الدولة تحيل كل شيء يتعلق بالمرأة إلى بوليس الآداب.
وإذا كان هذا صحيحا، فهذا أمر لا يمكن السكوت عليه في الوقت الذي أصبح في مصر وزيرات وسفيرات ووكيلات وزارات وعضوات مجلس الشعب !
صدق.. أو لا تصدق!
مصطفى أمين "
امتدت حملة صحفية ضد آمال عثمان وزيرة الشؤون الاجتماعية وضد الحكومة المصرية منذ ديسمبر 1983 حتى نهاية عام 1984، اضطرت بعدها الوزيرة آمال عثمان أن تعترف بشرعية جمعية تضامن المرأة العربية، وأرسل خطاب رسمى من وزارة الشؤون الاجتماعية في 7 يناير 1985 يقر الموافقة على تسجيل الجمعية.

## إصدارات الجمعية
أصدرت الجمعية مجلة فكرية نسوية شهرية باسم «نون» ظلت تصدر على مدار 12 شهرًا إلى أن أُوقفت، بعد اقفال الجمعية في 13 يونيو 1991 بحجة مخالفة الأحكام والآداب العامة وتهديد السلم الاجتماعي المصري.

## الإغلاق مجددا
أُعيد إغلاق الجمعية مرة أخرى في 15 يونيو 1991 بقرار من وزيرة الشؤون الاجتماعية آمال عثمان أصدره نيابة عنها نائب محافظ القاهرة الذي نص علي إغلاق جمعية تضامن المرأة العربية، ومصادرة أموالها وتحويلها إلى جمعية أخرى اسمها «نساء الإسلام» حيثُ انتقد الكثيرين حل جمعية قومية ومصادرة أموالها وممتلكاتها وتحويلها إلى ما وصفوه جمعية مختصة بشؤون المسلمات فقط وليس جميع المصريات.
تعرضت جمعية تضامن المرأة العربية وأعضاؤها وعلى رأسهم نوال السعداوي لحملة صحفية من قبل بعض الصحف الحكومية والصحف الإسلامية التابعة لها، وكتب مصطفى أمين في عموده اليومي بجريدة الأخبار في 21 يوليو 1991. بعنوان «فكرة» ما يلي:
في يوم 15 يونيو 1991 أصدر نائب محافظ القاهرة لمنطقة غرب القاهرة قراراً بحل جمعية تضامن المرأة العربية.
ونحن نشجع قيام الجمعيات في بلادنا، وندهش لأن نائب المحافظ يغلق جمعية لتضامن المرأة العربية وينقل أموالها إلى جمعية أخرى بغير أن يذكر سبب هذا الإغلاق.
والذي نعرفه أن هذه الجمعية قامت منذ سنوات طويلة.. منذ إنشائها وهي تلقى المعاكسات، بالرغم من أن الدكتور محمود شريف وزير الحكم المحلى ألقى محاضرة في هذه الجمعية وفي الوقت نفسه صدر قرار يحظر على الجمعيات بدائرة غرب القاهرة أن تجادل في الأمور سياسية) ولا نعرف مثل هذا القرار في أي بلد ديموقراطى وقد عشنا طوال عمرنا نرى نقابة المحامين ونقابة الأطباء وغيرهما من الجمعيات والنقابات تشتغل بالسياسة، وفي ثورة 1919 كانت جمعية المرأة الجديدة تصدر قرارات تهاجم الاحتلال ولم يحلها الإنجليز.
إننا ندهش أن تحل جمعية بغير تحقيق، وبغير أن يوجه إليها? نبيه إذا أخطأت.
نفهم أن تحل جمعية بسبب الآداب العامة، أو لأنها تدعو إلى قلب نظام الحكم بالقوة، ولكن لا نفهم أن تحل جمعية لأن رئيستها أو أحد أعضائها يعارض الحكومة، وخاصة أن رئيسة هذه الجمعية الدكتورة نوال السعداوى كانت تلقى الخطب والمحاضرات علنا تعارض فيها سياسة الحكومة، وكانت الصحف العالمية تعتبر هذه المعارضة دليلا على أن في مصر ديموقراطية تسمح بحرية الرأى.
هذا القرار أزعج كثيرا من الجمعيات، فإذا اعترضت جمعية ما على حالة التموين في البلاد فهذا تدخل في السياسة! وإذا طالبت جمعية بالإكثار من زراعة البرسيم فهذا تدخل في السياسة! وإذا طالبت جمعية بمنع استيراد الحمير إلى مصر فهذه سياسة! بل صميم السياسة، كل شيء في البلد سياسة، ولهذا فمن واجب كل الجمعيات في مصر أن تسأل ما هي حدود السياسة المسموح بها.
إن الذين أصدروا هذا القرار لم يعلموا حتى الآن أن مصر ديموقراطية.
مصطفى أمين
رفعت وقتها دعوي قضائية عاجلة أمام القضاء الإداري، لم تسفر عن شيء.